# Herrschaftsgericht Pappenheim
Das Herrschaftsgericht Pappenheim war ein Herrschaftsgericht der Grafen von Pappenheim zu Pappenheim. Es bestand von 1818 bis 1848 und war Teil des Rezatkreises. 1848 wurde es in eine Gerichts- und Polizeibehörde umgewandelt, 1852 schließlich in das Landgericht Pappenheim.

## Lage
Das Herrschaftsgericht grenzte am Landgericht Heidenheim, am Herrschaftsgericht Ellingen und am Oberdonaukreis (ab 1838 Schwaben und Neuburg). 

## Struktur

### Steuerdistrikte
Innerhalb des Herrschaftsgerichtes gab es 8 Steuerdistrikte, die 1808 gebildet und zunächst vom Rentamt Raitenbuch verwaltet wurden, dann vom Rentamt Weißenburg (1815–1827), vom Rentamt Heidenheim (1827–1834) und schließlich wieder vom Rentamt Weißenburg (ab 1834):
- Bieswang mit Rothenstein;
- Dettenheim mit Graben, Grönhart, Haardt, Hagenau, Markhof, Naßwiesen, Neuheim und Stadelhof;
- Dietfurt mit Bergnershof, Bonhof, Flemhof, Flemmühle, Grafenmühle, Hürth, Kohlmühle, Lehnleinsmühle, Osterdorf, Schambach und Weinbergshof;
- Langenaltheim mit Altheimersberg und Büttelbronn;
- Neudorf mit Geislohe und Göhren;
- Pappenheim mit Mittelmarterhof und Niederpappenheim;
- Rehlingen mit Haag, Höfen, Lohhof, Mauthaus, Neufang, Neuherberg und Rutzenhof;
- Übermatzhofen mit Zimmern.

Graben wurde an das Herrschaftsgericht Ellingen abgegeben.

### Ruralgemeinden
Mit dem Zweiten Gemeindeedikt (1818) wurden 16 Ruralgemeinden gebildet:
- Bieswang mit Mittelmarterhof;
- Büttelbronn mit Mauthaus;
- Dettenheim mit Grönhart, Hagenau, Markhof, Naßwiesen, Neuheim und Stadelhof;
- Dietfurt mit Bergnershof und Grafenmühle;
- Geislohe;
- Göhren;
- Haag mit Höfen, Hürth, Lohhof, Neufang, Neuherberg und Rutzenhof;
- Haardt;
- Langenaltheim mit Altheimersberg;
- Neudorf mit Rothenstein;
- Osterdorf;
- Pappenheim;
- Rehlingen;
- Schambach mit Bonhof, Flemhof, Flemmühle, Kohlmühle, Lehnleinsmühle und Weinbergshof;
- Übermatzhofen mit Niederpappenheim;
- Zimmern.

## Weitere Entwicklung
1827 wurde aus der Ruralgemeinde Neudorf zwei Gemeinden gebildet (Neudorf; Rothenstein),, ebenso wurden 1835 aus der Ruralgemeinde Dettenheim zwei Gemeinden gebildet (Dettenheim mit Markhof, und Stadelhof; Grönhart mit Hagenau, Naßwiesen, Neuheim). Die Flemmühle wurde von Schambach nach Geislohe umgemeindet.
1840 hatte das Herrschaftsgericht Pappenheim 31⁄2 eine Fläche vonQuadratmeilen (≈196 km²) und 7052 Einwohner (74 Katholiken, 6733 Protestanten und 245 Juden). Es gab 48 Ortschaften (1 Stadt, 7 Pfarrdörfer, 3 Kirchdörfer, 4 Dörfer, 10 Weiler und 22 Einöden) und 18 Gemeinden (1 Magistrat 3. Klasse und 17 Landgemeinden).